# Cheilosia cantabrica
Cheilosia cantabrica är en tvåvingeart som beskrevs av Marcos-García 1989. Cheilosia cantabrica ingår i släktet örtblomflugor, och familjen blomflugor.
Artens utbredningsområde är Spanien. Inga underarter finns listade i Catalogue of Life.